# لوما
اللوما (الاسم العلمي: Loma) هي جنس من الفطريات يتبع فصيلة الغلوغية من رتبة الدقيقات الأبواغ. يتطفل على الأسماك عادة.

## أنواع اللوما
- لوما قيقبية (الاسم العلمي:Loma acerinae)
- لوما خيشومية (الاسم العلمي:Loma branchialis)
- لوما كاميرونية (الاسم العلمي:Loma camerounensis)
- لوما ألفية الأرجل (الاسم العلمي:Loma diplodae)
- لوما فرخية (الاسم العلمي:Loma embiotocia) يتطفل على أنواع من أسماك الفرخ
- لوما ينبوعية (الاسم العلمي:Loma fontinalis) يتطفل على أسماك التروتة النهرية
- لوما قدية (الاسم العلمي:Loma morhua) يتطفل على سمك القد الأطلسي
- لوما سلمونية (الاسم العلمي:Loma salmonae) يتطفل على أسماك السلمون